# Ansjos
Ansjos eller europæisk ansjos (Engraulis encrasicolus) er en lille planktonspisende saltvandsfisk. Ansjosen forekommer langs det østlige af atlanterhavkysten, fra Sydnorge til Angola, samt i Middelhavet og Sortehavet.
Ansjoser anvendes bl.a. til produktion af fiskeolie. Det anslås, at 43 % af den fiskeolie, der produceres, stammer fra ansjoser[kilde mangler]. Saltede ansjoser kaldes sardeller.
| Fisk | Spire Denne artikel om fisk er en spire som bør udbygges. Du er velkommen til at hjælpe Wikipedia ved at udvide den. |